# Réseau de bus ProBus
Pour les articles homonymes, voir Probus.

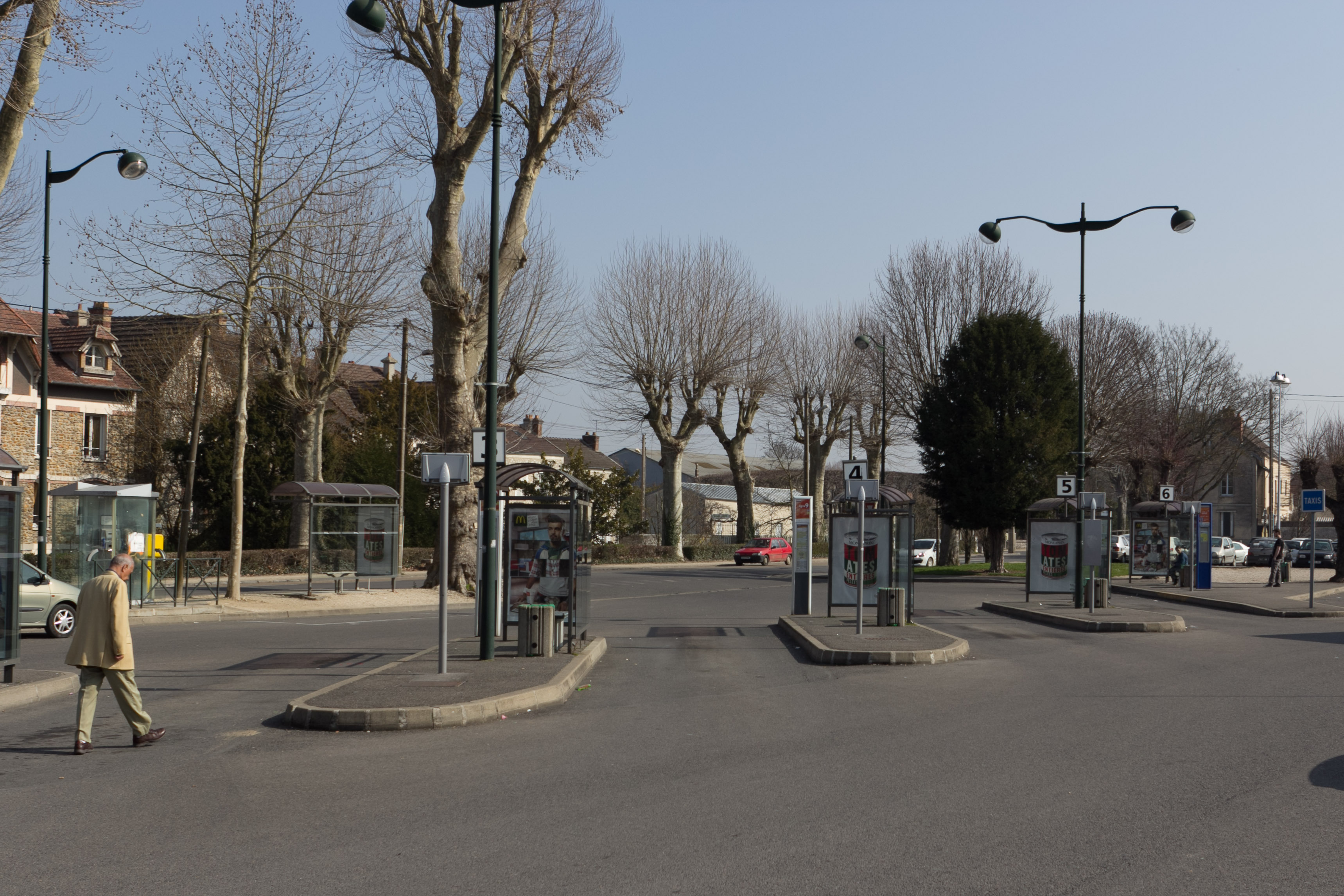
Gare routière de Provins : principal arrêt des bus du réseau ProBus.

Le réseau de bus ProBus était le réseau urbain d'autobus de la ville de Provins. Ce réseau se démarque des lignes classiques par un guidage par satellite de toutes les lignes grâce à un système de repérage par GPS qui suit les déplacements des bus, envoie les informations à des balises situées dans le sol et les renvoie sur un ordinateur central.
Le réseau de bus est formé de cinq lignes régulières et d'une ligne scolaire. Ces bus permettent des échanges entre la ville de Provins et la petite commune de Saint-Brice. Ce réseau couvre environ 13 000 habitants. Le réseau est aussi nommé « ligne 9 » de la société ProCars (les lignes sont nommées 9A, 9B, 9C, 9D, 9E et 9Sco sur le site de l'exploitant). Il y a au total 39 stations (40 avec  Désiré Laurent, seulement le samedi avec la sous-ligne B) dont 19 offrent une correspondance avec une autre ligne soit environ la moitié des dessertes.
En plus des cinq lignes du réseau, Provins dispose d'un transport à la demande (Balade Proxi'bus en Provinois) et d'un mini-train touristique qui dessert la ville haute.

## Histoire

### Chronologie
- 1er janvier 1990 : Création des lignes A, B et C
- 1994 : Inauguration du dépôt dans la zone du Parc des Deux Rivières de Provins
- 1998 : Mise en place de Balade Proxi'bus en Provinois, un transport à la demande
- 2000 : Fin de la gratuité pour ProBus
- Septembre 2000 : Mise en place du guidage par satellite
- 1er août 2005 : Prolongement de la ligne C et mise en place d'une liaison entre la gare SNCF et l'office de tourisme de Provins
- 1er août 2005 : Création des lignes D et E
- 2010 : Provins devient le siège social
- 9 juin 2010 : Achat de bus électriques OREOS 2

### Avant ProBus
Provins a connu lui aussi l'impact de la révolution industrielle. Le chemin de fer arriva à Provins le 11 décembre 1858.
Cependant après cette date, la ville n'a pas eu de nouveaux moyens de transports comme le tramway (contrairement à la ville de Fontainebleau), ou un funiculaire (comme la ville de Laon), malgré l'accès difficile de la ville haute. Après la seconde guerre mondiale, le succès des bus n'a pas atteint non plus la commune malgré le développement de la ville. Cependant, celle-ci ne peut pas suivre tous ces changements sans un système de transport urbain.

### 1990: Création du réseau ProBus
Le réseau ProBus appartient à la société ProCars qui s'occupe du transport en Seine-et-Marne et dans l'Aube dont le siège social se trouve à Provins. Jean-Pierre Jouy a créé son entreprise en achetant un autocar et en reprenant la gérance libre de l'exploitation de la ligne allant de Donnemarie-Dontilly à Nangis.
Après que l'ancienne enseigne « Cars du Montois » (devenu « ProCars » en 1991) eut été transformée en société anonyme en 1981, Jean-Pierre Jouy s'engagea en 1984 dans le processus lancé par le schéma départemental des transports qui favorise la création et l'extension de lignes régulières ce qui va l'amener, avec Roger Damande, dirigeant une société nommée « Les Cars Bleus », à s'intéresser à l'appel d'offres lancé par la ville de Provins pour son service urbain, obtenu le 1er janvier 1990. À partir de ce moment-là, une unique ligne de bus va être créée pour le transport urbain de Provins (au centre-ville).
Ensuite, la fusion entre les deux sociétés va avoir lieu ; le transfert du siège social et l'implantation des services administratifs seront à Donnemarie-Dontilly, le 1er avril de la même année.
À la demande de la ville de Nangis et en collaboration avec le STIF, ProCars implante un service de transport urbain, « Nangibus », qui est la version plus petite du ProBus avec trois lignes nommées Bleu, Vert et Rouge. ProCars rationalise ses équipements et ses activités en regroupant sur Provins l’ensemble de ses services administratifs.
En 1994, Provins inaugure son dépôt, dans la zone du Parc des Deux Rivières. En 2010, le dépôt devient le siège social.

### 2000: Guidage par satellite
Les bus de Provins depuis septembre 2000, sont reliés entre eux par satellite. Un système de repérage par GPS (guidage par satellite) a été installé auprès de la société ProCars : le satellite repère les déplacements des bus, envoie les informations à des balises situées dans le sol, qui les envoient sur un ordinateur central. « Ce système permet de savoir exactement où se trouve chacun des bus, à la seconde près », explique le directeur de la société Transmedia, Salvador Begueria.
Cette société a installé ce système pour ProCars. « Plusieurs types d'applications viennent se greffer sur ce système », poursuit Salvador Begueria, « comme la fonction sécurité. » Le chauffeur du bus, dès maintenant, dispose d'une pédale d'alarme qu'il peut activer en cas de danger. L'information est répercutée immédiatement sur l'ordinateur central. Une action est ainsi rendue possible dans les plus brefs délais.
Avec la mise en place du guidage par satellite, la modernisation des bus de Provins a été lancée. Des panneaux électroniques ont été installés, dans la plupart des arrêts de bus, annonçant l'arrivée des cars. Une soixantaine d'arrêts de bus seront équipés dans un premier temps, la totalité, soit une centaine, à terme. « Ces travaux s'inscrivent dans un projet global de modernisation des transports en commun », ajoute Salavador Begueria. « Cette électronisation va en effet offrir une base de données intéressante au transporteur, lui permettant de connaître les temps exacts de trajets, les temps d'attente, etc. »
Le budget global de ce projet se chiffrait en 2000 à « 7-8 millions de francs » dont 2,8 millions de francs ont été investis dans la radiolocalisation.

### 2003-2005: Développement du réseau
Jusqu'en 2002, une ligne du réseau ProBus faisait la desserte de l'aire de Provins. Elle desservait Provins, Sainte-Colombe, Chalautre-la-Petite, Sourdun et Saint-Brice mais fut déficitaire et fut transformée en « bus à la demande ».
Entre 1991 et 2003, il n'y avait qu'une autre ligne. En septembre 2003, la ligne disparaît et trois autres apparaissent (A, B et C). Le 1er août 2005, après avoir entendu l'exposé du Président sur les actions mises en place par la Communauté de communes du Provinois pour favoriser le développement du réseau de transport urbain sur le territoire de Provins et pour offrir un meilleur service aux usagers, ProCars a décidé de :
- renforcer la ligne C du réseau ProBus pour désengorger la ville haute pendant la saison touristique et permettre ainsi une liaison entre la gare SNCF et l'office de tourisme de Provins qui n'était pas possible auparavant ;
- créer une ligne D sur le réseau ProBus pour assurer, en direction de la gare SNCF, la desserte de la ville haute, de la maison de retraite La Table Ronde et de l'institution Sainte-Croix ;
- créer une ligne E sur le réseau ProBus pour relier la commune de Saint-Brice à la gare SNCF de Provins, afin :
  - d'assurer un bon niveau de desserte pour la clinique de Saint-Brice,
  - de renforcer l'offre de transport pour les scolaires,
  - de permettre à la population de la commune d'accéder à la gare SNCF et aux différents bus de la gare routière.

Considérant que sur une année entière, le développement du réseau urbain représente un coût de 328 536 € duquel il convient de déduire les recettes attendues des lignes, estimées à 62 000 €, la charge de la Communauté de Communes du provinois était de 266 000 € HT en 2005.

## Voyager en ProBus

### Fonctionnement
Les arrêts de bus possèdent des supports qui comportent les horaires de chaque ligne ProBus, les correspondances possibles et le plan du réseau. Les lignes A à E fonctionnent du lundi au samedi et la ligne Sco du lundi au vendredi hors vacances scolaires.
Les bus de la ligne A passent dans les stations concernées entre une à trois fois par heure selon le moment de la journée. Il s'agit de la principale ligne tant au niveau de la fréquence qu'au niveau du nombre de voyageurs. Les bus de la ligne B ont une fréquence de passage qui varie entre une à trois fois par heure également. Ceux de la ligne C passent généralement entre une à deux fois par heure sauf pendant les périodes touristiques où leur fréquence atteint trois passages par heure. Les véhicules de la ligne D, eux, ne passent pas toutes les heures. Quant à la dernière ligne, la ligne E, ses bus partent chaque heure.

### Points d'arrêt
Les principaux arrêts ont un dispositif d'afficheur électronique qui indique le temps réel d'attente avant le passage du prochain bus. Ce temps est exprimé en minutes. Le calcul du temps d'attente est actualisé toutes les 20 secondes.
Toutes les lignes du réseau se rencontrent à l'arrêt principal de la gare SNCF de Provins qui se situe à proximité des différentes zones d'activités de la ville.
Chaque point d'arrêt du réseau comporte le nom de l'arrêt, les numéros et le plan des lignes qui le desservent, ainsi que le logo ProCars. En dessous, la zone d'information doit contenir la grille horaire des lignes, l'adresse du point de vente de titres de transport le plus proche, ou encore des indications comme « faire signe au conducteur » ou « monter par la porte avant », et enfin, le plan du réseau soit sur l'abri, soit sur le poteau.

### Dans les bus
- Le conducteur dispose d'un pupitre lui permettant de gérer le temps de trajet, ses retards, et de communiquer avec le poste de régulation (PCC) en cas de problèmes.
- Les usagers disposent d'informations visuelles avec :
  - les écrans couleurs TFT affichant le nom du prochain arrêt ;
  - les plans détaillés du réseau.

### Correspondances avec les autres modes de transport
La gare de Provins, l'office de tourisme et le lycée des Pannevelles sont les arrêts qui ont le plus de correspondances. La plupart des correspondances possibles avec les bus ProBus sont celles que l'exploitant ProCars exploite pour son propre compte, le réseau de bus ProCars : les lignes 1, 3, 7, 10, 11 et 12.
Il y a aussi deux lignes du réseau de bus Seine et Marne express qui sont en correspondance avec ProBus, la ligne 47 (Melun – Provins) et la ligne 50 (gare de Marne-la-Vallée - Chessy – gare de Provins). Il y a aussi la ligne 1 des cars Moreau, la ligne 10 des cars Darche-gros, la ligne 102 des cars Les Courriers de l'Aube ainsi que plusieurs lignes non régulières.

## Lutte pour le développement durable

### Le programme
En 2010, la société ProCars s’est engagée à réduire les émissions de carbone de ses véhicules de 3 % par an. Cette démarche, au début, a commencé notamment avec un investissement dans des véhicules non polluants. D’autre part, la société a créé une aire de lavage avec recyclage de l’eau et récupération des eaux de pluie pour le nettoyage de ses véhicules sur le site de Provins en particulier les bus du réseau ProBus.
De plus, afin de faire prendre conscience aux utilisateurs des transports ProCars, le directeur a mis en place sur le site internet de la société, un système permettant de calculer le bilan carbone d'un usager utilisant son véhicule par rapport à l'emprunt des transports en commun.

### Bus électriques
Depuis le 9 juin 2010, à l'occasion du salon européen de la mobilité Transports Publics, la société PROCARS bénéficie de nouveaux bus électriques. Cette mise en place de bus a été parrainée par Christian Jacob, président de la communauté de communes du Provinois, également président de la Commission du développement durable et de l'aménagement du territoire à l'Assemblée nationale.
Le bus nommé Oréos 2 possède une autonomie de 120 kilomètres et allie le confort, le silence et la maniabilité. Il va sillonner les rues de la ville de Provins. Il est prévu que le parcours s'étendra à l'ensemble des bus du territoire de la communauté de communes du Provinois.
La division Gepebus de PVI présenta un nouveau modèle de bus électriques dont les Oréos 2. Conçus sur des châssis et une carrosserie de grande série, ces minibus sont les premiers véritables véhicules de transport en commun tout électrique concentrant les innovations technologiques développées par GPI : gestion électronique permettant un meilleur rendement de la transmission, récupération d‘énergie optimale à la décélération et au freinage et intégration d’une boîte de vitesses robotisée permettant des performances d’accélération importantes.
Ce sont des minibus de 22 places, non polluants, idéaux pour les centres-villes, permettant d'accueillir également les personnes à mobilité réduite.

### Ancienne gratuité des bus ProBus
Durant de nombreuses années jusqu'en 2000, les transports en commun de Provins étaient gratuits pour ses administrés. La municipalité avait mis en place des cartes hebdomadaires de travail, gratuites. La ville les achetait au syndicat des transports parisiens (STP), par l'intermédiaire de l'exploitant ProCars, et les redistribuait gratuitement aux habitants (scolaires, étudiants, internes, militaires, apprentis et personnes non imposables).
Depuis plusieurs années, la municipalité enregistre un très léger déficit (de l'ordre de 200 000 F par an à l'époque) en matière de transport. Aussi, la municipalité a dû se résoudre à rendre payant l'emprunt des ProBus.

### L'ouverture à la concurrence: la fin de ProBus
Dans le cadre de l'ouverture à la concurrence des autobus franciliens, le réseau ProBus est remplacé par trois lignes régulières et une ligne scolaire du réseau de bus Provinois - Brie et Seine.

## Transports connexes dans Provins

### Le mini-train
Le mini-train de Provins est un train routier touristique qui dessert la ville haute, classée ville d'art et d'histoire (inscrite au patrimoine mondial de l'humanité depuis 2001). Des commentaires historiques permettent de découvrir chaque monument. Il s’agit d’un circuit d’une trentaine de minutes à travers la cité médiévale.
Le trajet commence à l'office de tourisme. Ensuite, le mini-train passe par la porte Saint-Jean et par les remparts. Le premier arrêt se trouve au Théâtre des Remparts qui se trouve à la Porte de Jouy ; après, il s'arrête à la Place du Châtel, desservie aussi par la ligne D. Après être passé devant la Tour César, il va à la Place Sainte-Quiriace, au Musée de Provins qui possède une collection sur l'histoire de la ville, puis à la Maison du Terroir et de l'Artisanat pour retourner à l'office de tourisme.
Il y a deux trains touristiques à Provins. En 2013, ils circulent les week-ends et les jours fériés du 31 mars au 30 avril et du 1er septembre au 1er novembre ainsi que tous les jours, sauf à certaines dates, du 1er mai au 31 août.
| Ligne      | Dessertes |
| ---------- | --- |
| Mini-train | Ville Haute/Office du tourisme ↔ Théâtre des Remparts ↔ Place du Chatel ↔ Place Sainte-Quiriace ↔ Maison du Terroir et de l'Artisanat ↔ Ville Haute/Office du tourisme |